# Okręty podwodne typu Biber
Biber – typ niemieckich miniaturowych okrętów podwodnych z okresu II wojny światowej.

## Historia
22 listopada 1943 roku Niemcy zdobyli w Bergen brytyjski miniaturowy okręt podwodny typu Welman. Stał się on wzorcem do opracowania pierwszego niemieckiego okrętu tej klasy. Już 4 lutego 1944 roku przystąpiono w zakładach Lübecker Flenderwerken w Lubece do prac montażowych nad prototypem jednostki określanym kryptonimem „Adam”. Jej konstruktorem był kmdr ppor. Hans Bartels. Zakończono je 15 marca 1944 roku a prototyp został przejęty przez Kriegsmarine. Próby eksploatacyjne były prowadzone na rzece Trave. 29 marca 1944 roku jednostka została zaakceptowana przez dowództwo . Pozwoliło to rozpocząć w maju produkcję seryjną okrętu podwodnego, któremu nadano nazwę „Biber” (pol.: Bóbr). W okresie między majem a listopadem 1944 w zakładach Lübecker Flenderwerken zbudowano łącznie 324 okręty.

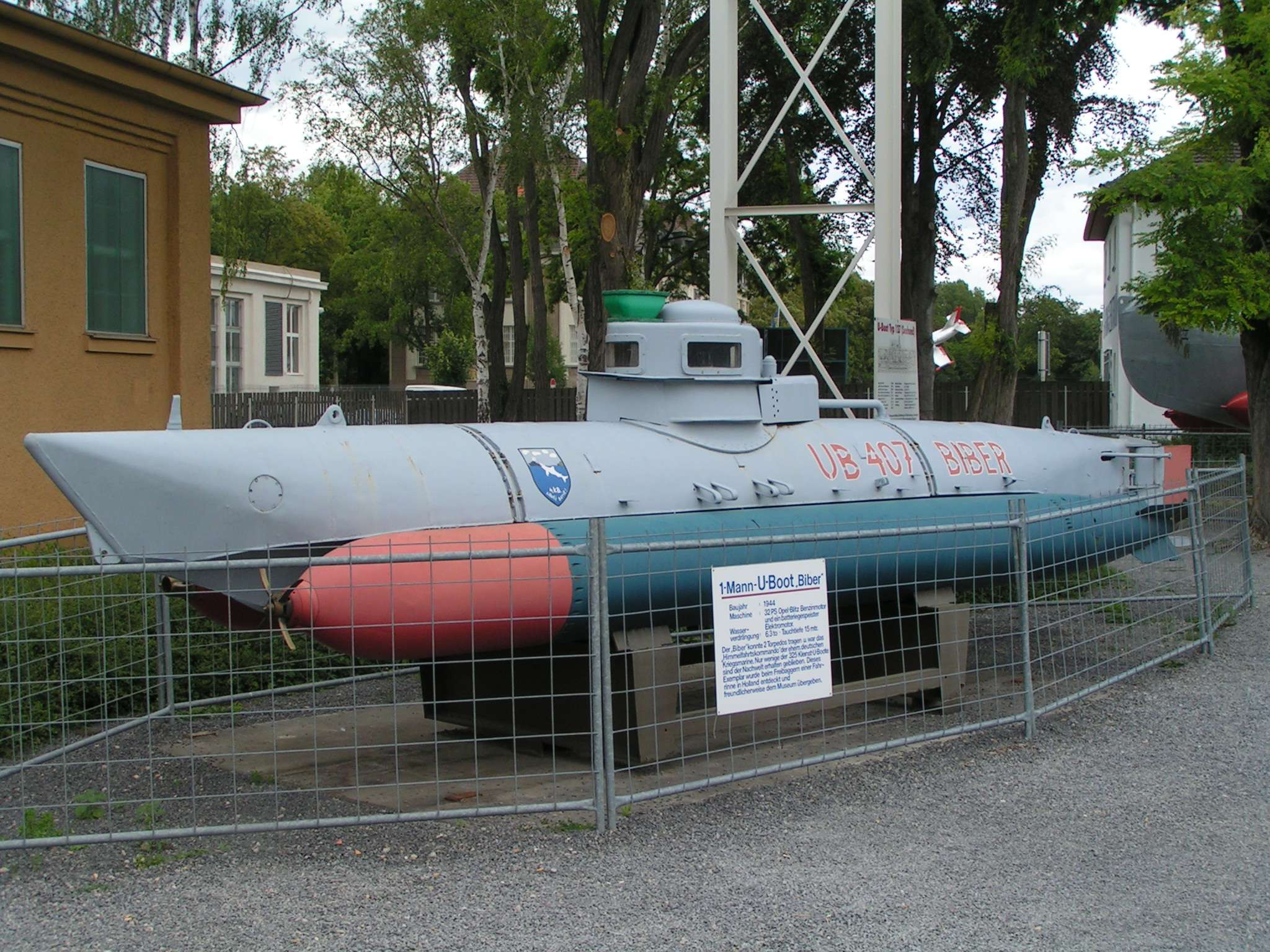

## Konstrukcja
Kadłub spawany z blach stalowych o grubości 3 mm. Na pokładzie znajdował się niewielki kiosk wyposażony w iluminatory, peryskop oraz chrapy. Na dziobie i rufie zamontowane były zaczepy umożliwiające podnoszenie jednostki przy pomocy dźwigu. Na dziobie znajdował się główny zbiornik balastowy, za nim pomieszczenie sternika i oddzielony grodzią przedział silnikowy, z drugim zbiornikiem balastowym; zawierał baterie akumulatorów, zbiorniki paliwa oraz butle ze sprężonym powietrzem do obsługi zbiorników zanurzania.
Napęd na powierzchni zapewniał silnik benzynowy od samochodu ciężarowego Opel Blitz. Pod wodą okręt napędzany był silnikiem elektrycznym, zasilanym przez trzy baterie akumulatorów typu 13 T 210. Pochodziły one ze standardowych niemieckich torped elektrycznych typu G7e. Sternik przełączał napęd za pomocą sprzęgła. Ciśnienie wylotu spalin silnika benzynowego było niskie, co powodowało podczas eksploatacji wiele wypadków zatruć sterników przez spaliny.
Uzbrojeniem były, umieszczone w specjalnych wyprofilowaniach na zewnątrz kadłuba, dwie torpedy elektryczne TIIIc, których neutralną wyporność osiągnięto przez zmniejszenie o połowę liczby baterii, co skróciło ich zasięg do ok. 2000 m. Zła widoczność z pokładu Bibera sprawiała, że ataki musiały i tak być wykonywane z niewielkiej odległości. Uzbrojeniem alternatywnym były miny.
Załogę okrętu stanowił jeden człowiek. W czasie rejsu bojowego musiał on wykonywać równocześnie wiele czynności, przez co obsługa jednostki była skomplikowana i męcząca.

## Dane taktyczno-techniczne
Według Gogin 2022 ↓ 
- Wyporność: 6,3 t
- Wymiary:
  - długość: – 9,04 m
  - szerokość: 1,57 m
  - zanurzenie średnie: 1,37 m
- Napęd:
  - 1 silnik benzynowy Opel o mocy 32 KM
  - 1 silnik elektryczny SSW o mocy 13 KM
- Prędkość:
  - nawodna: – 6,5 w
  - podwodna: – 5,3 w
- Zasięg: 
  - nawodny: – 125 Mm przy prędkości 5 węzłów
  - podwodny: – 8 Mm przy prędkości 2,5 węzła
- Zanurzenie: 20 m[b]
- Uzbrojenie: 2 torpedy kal. 533 mm (lub 2 miny)[7]
- Załoga: 1 osoba

## Zastosowanie bojowe
Bibery zadebiutowały bojowo w Normandii, atakując aliancką flotę inwazyjną, lecz bez powodzenia. Następnie kontynuowały swoje działania u ujścia Skaldy. Działały tam od sierpnia 1944 do marca 1945, nie udało im się jednak osiągnąć większych sukcesów. Powodem była zła widoczność z okrętu, która umożliwiała działanie jedynie podczas jasnych nocy z niskim stanem morza.
Po bezskutecznych próbach podjętych przez U-313 i U-315 admirał Karl Dönitz podjął decyzję o wykorzystaniu Biberów w misji zatopienia zakotwiczonego w Murmańsku radzieckiego pancernika Archangielsk. W tym celu w dniach 5 i 7 stycznia 1945 z Harstad wypłynęły U-295, U-716 i U-739 przewożące w sumie 6 Biberów. Wszystkie miniaturowe okręty podwodne uległy uszkodzeniu w czasie transportu, co wymusiło przerwanie misji.

## Rozwój
Rozpoczęto projektowanie wersji rozwojowych – Biber II i Biber III. Zbudowano prototyp Bibera II, lecz dalsze prace nad nim zarzucono na rzecz dwuosobowego Seehunda.

## Zachowane jednostki
Do czasów obecnych zachowało się kilka egzemplarzy Biberów, w tym jeden w pełni sprawny (po renowacji) w Royal Navy Submarine Museum w Gosport (południowa Anglia).